# Electra Airways
Electra Airways est une compagnie aérienne bulgare spécialiste de l'affrètement d'avion (ACMI), pour vols charter dont le siège est à Sofia.

## Histoire
Electra Airways est fondée en 2016 et commence ses opérations de vol un an plus tard en août 2017 avec un Airbus A320 pour divers voyagistes. Elle opère actuellement des vols charters en Europe, en Afrique du Nord et au Moyen-Orient.

## Compagnies partenaires
Electra Airways effectue des vols charters pour les compagnie suivantes :
- Enter Air
- Condor
- Maleth Aero
- Trade Air
- Novair
- Ellinair
- Bulgaria Air
- Air Lubo
- Nouvelair Tunisie
- Arkia

## Flotte

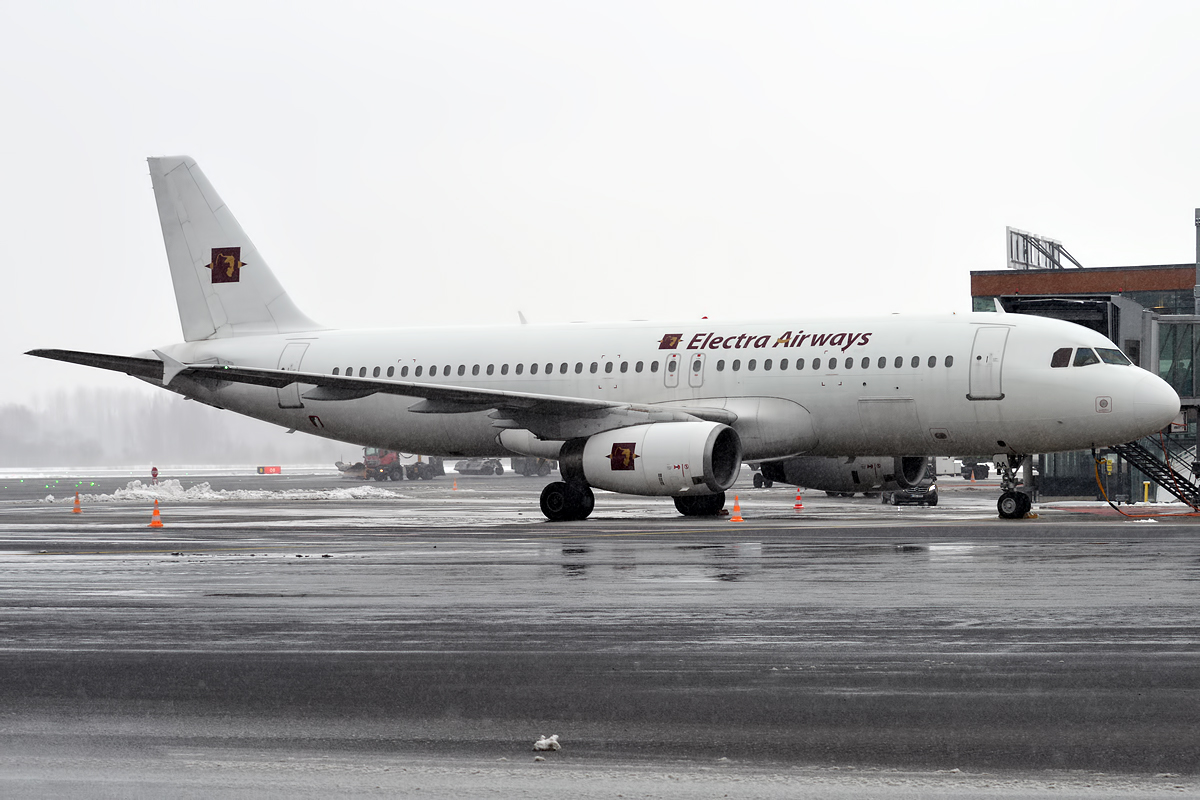
Electra Airways Airbus A320-200.

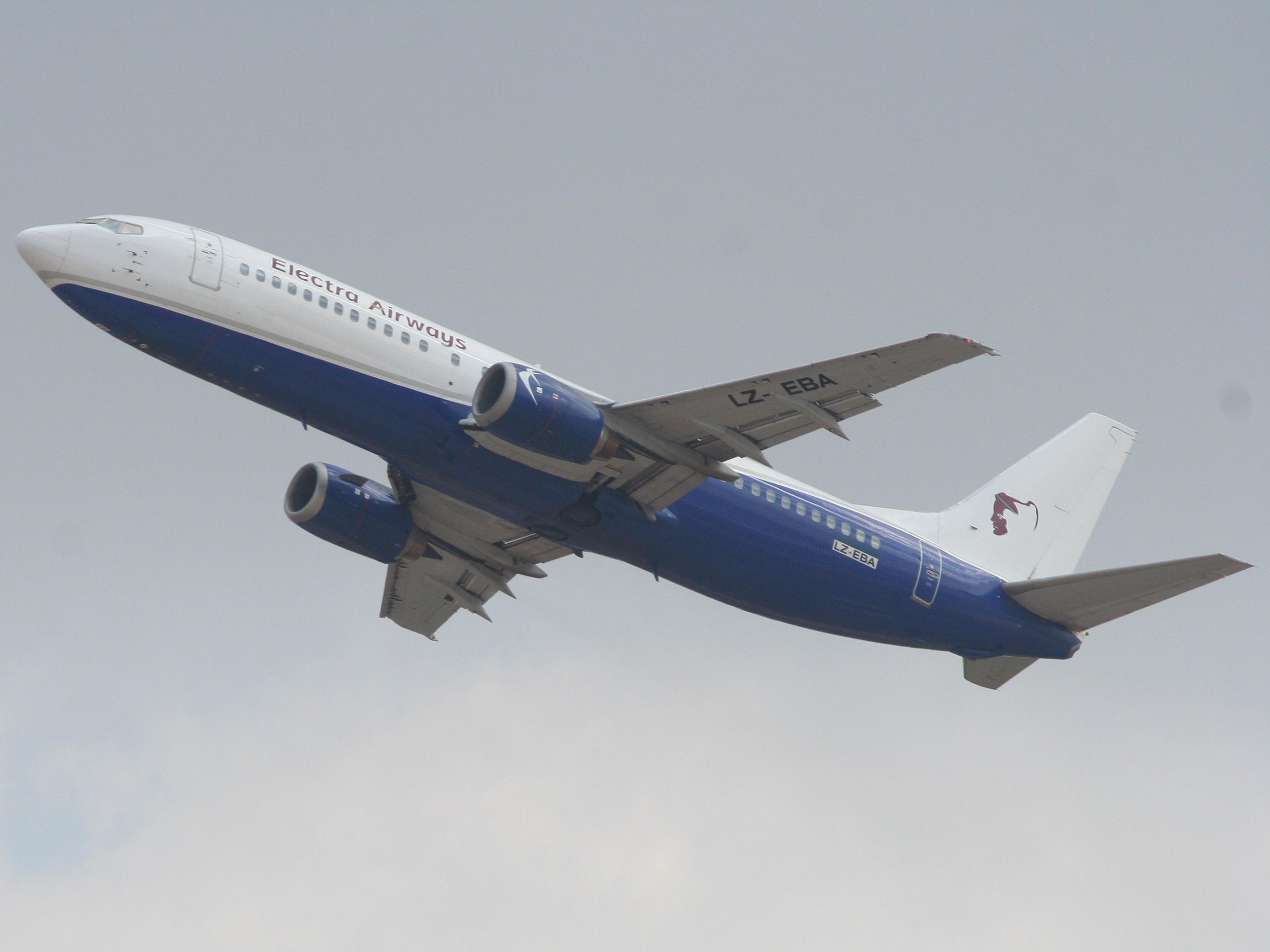
Electra Airways Boeing 737-400.

La flotte d'Electra Airways réunit les avions suivants (en août 2023),: